# Liste der Wappen im Landkreis Havelland
Diese Liste zeigt die Wappen der Ämter, Städte und Gemeinden sowie Wappen von ehemals selbständigen Gemeinden und aufgelösten Landkreisen im Landkreis Havelland in Brandenburg.

Wappen des Landkreises Havelland[1]
Der Landkreis Havelland in Brandenburg
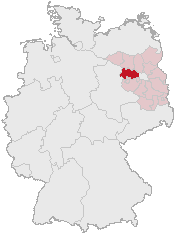
Der Landkreis Havelland in Deutschland

## Wappen der Ämter

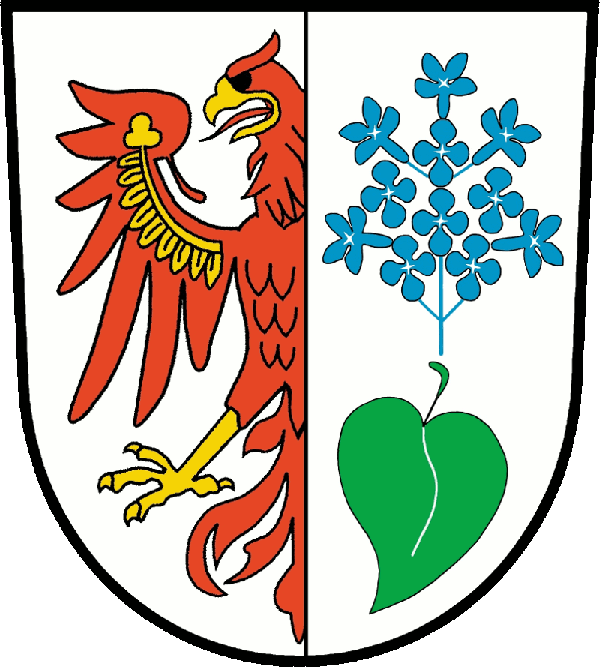
Amt Friesack
Amt Nennhausen
Amt Rhinow

## Wappen der Städte und Gemeinden
Folgende Gemeinden führen kein Wappen:
| - Gollenberg - Großderschau - Kleßen-Görne - Kotzen | - Märkisch Luch - Mühlenberge - Nennhausen - Paulinenaue | - Pessin - Seeblick - Stechow-Ferchesar - Wiesenaue |

- Gemeinde
Brieselang[3]
- Gemeinde
Dallgow-Döberitz[4]
- Stadt
Falkensee[5]
- Stadt
Friesack[6]
- Gemeinde
Havelaue[7]
- Stadt
Ketzin/Havel[8]
- Gemeinde
Milower Land[9]
- Stadt
Nauen[10]
- Stadt
Premnitz[11]
- Kreisstadt
Rathenow[12]
- Gemeinde
Retzow[13]
- Stadt
Rhinow[14]
- Gemeinde
Schönwalde-Glien[15]
- Gemeinde
Wustermark[16]

## Wappen ehemaliger Städte und Gemeinden

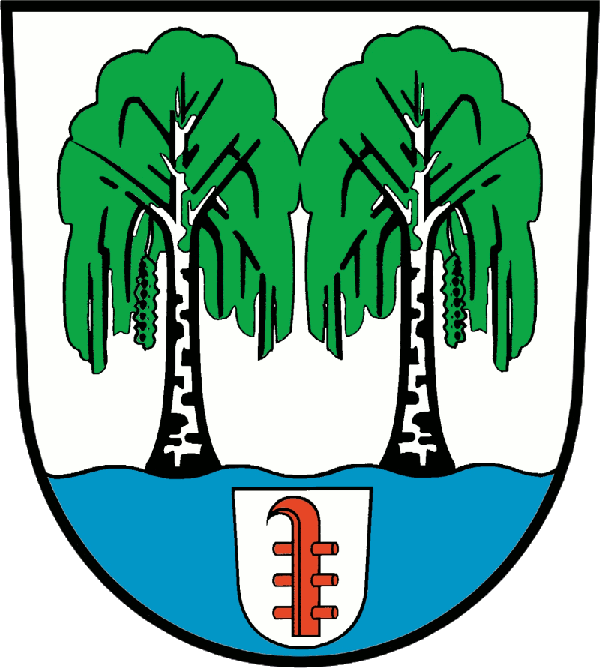
Gemeinde Brieselang
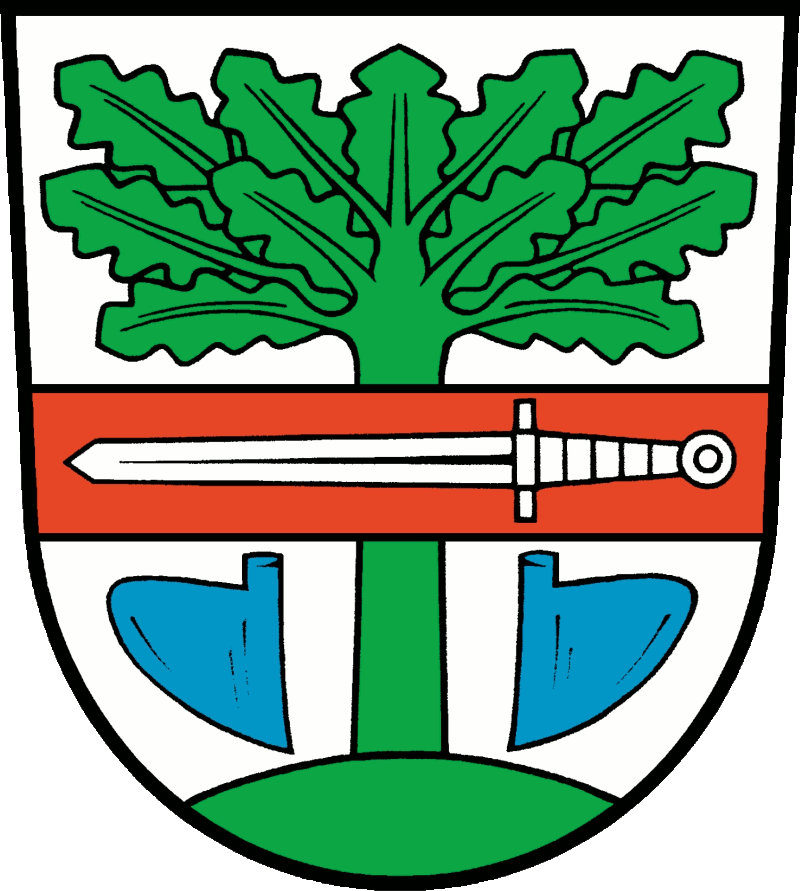
Gemeinde Dallgow-Döberitz
Ortsteil Bredow
Stadt Rathenow
Ortsteil Göttlin

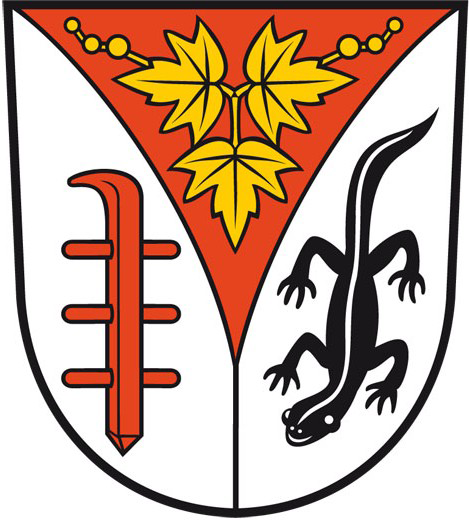
Gemeinde Milower Land Ortsteil Großwudicke
Stadt Rathenow Ortsteil Göttlin

- Gemeinde Schönwalde-Glien
Ortsteil Grünefeld[17]
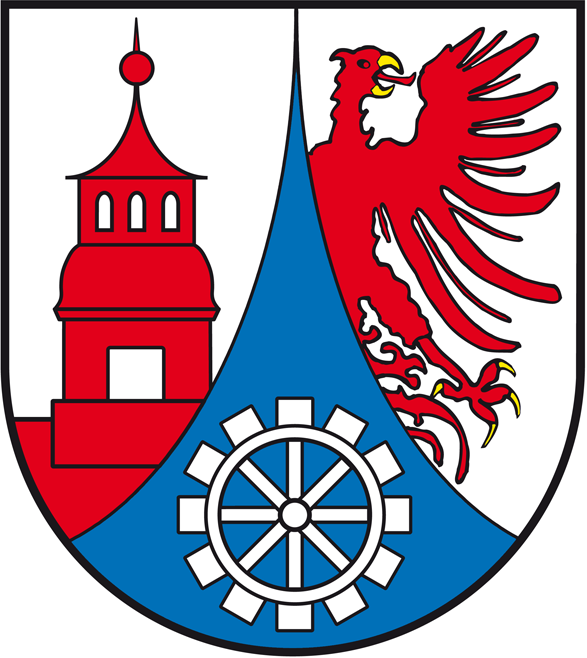
Gemeinde Milower Land Ortsteil Milow
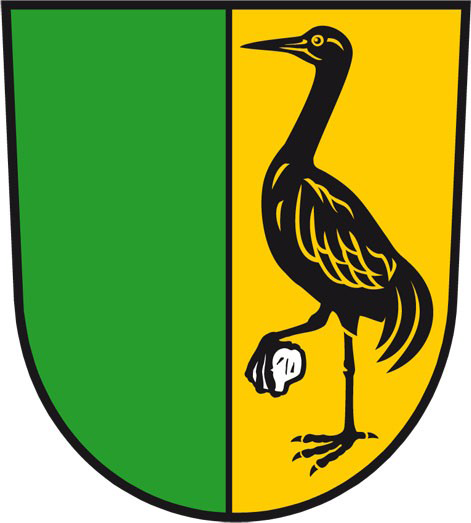
Gemeinde Schönwalde-Glien Ortsteil Paaren im Glien
Gemeinde Milower Land Ortsteil Milow
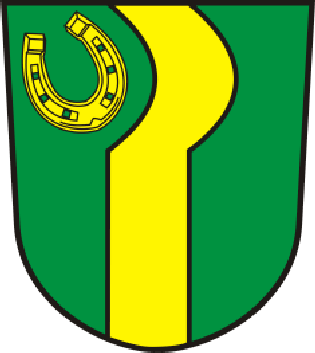
Gemeinde Schönwalde-Glien Ortsteil Pausin
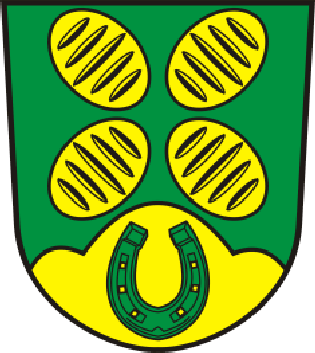
Gemeinde Schönwalde-Glien Ortsteil Perwenitz
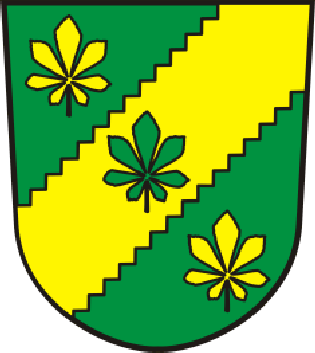
Gemeinde Schönwalde-Glien Ortsteil Schönwalde
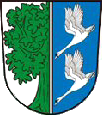
Gemeinde Schönwalde-Glien Ortsteil Schönwalde
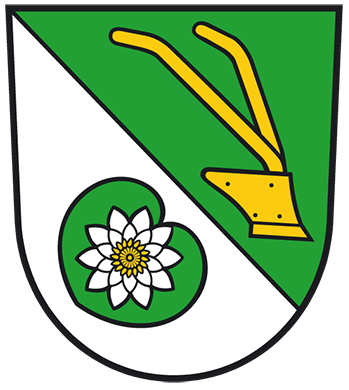
Stadt Rathenow Ortsteil Semlin
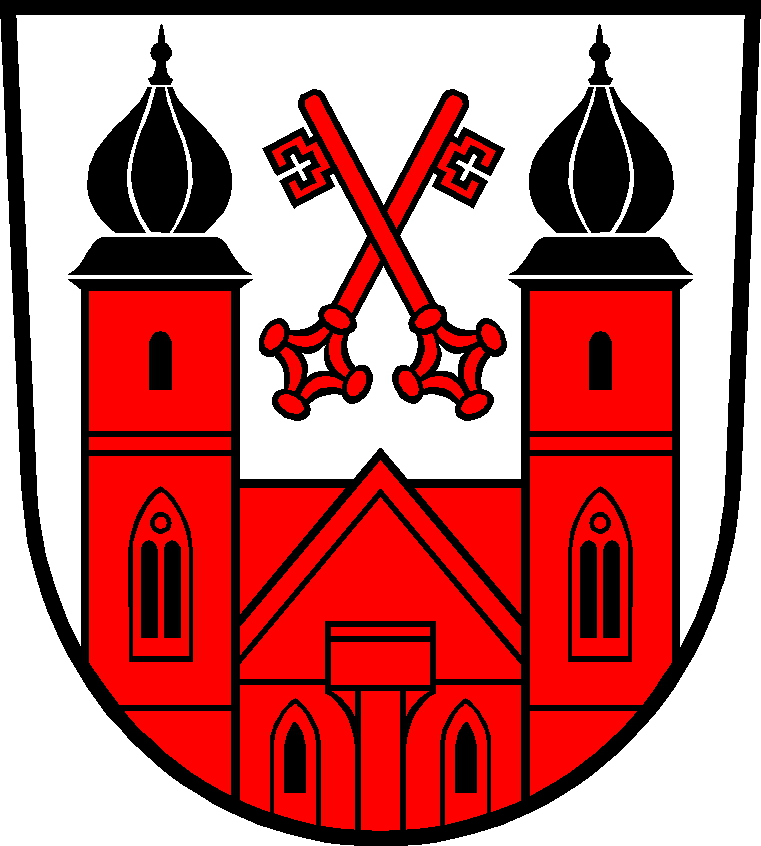
Stadt Ketzin/Havel Ortsteil Tremmen
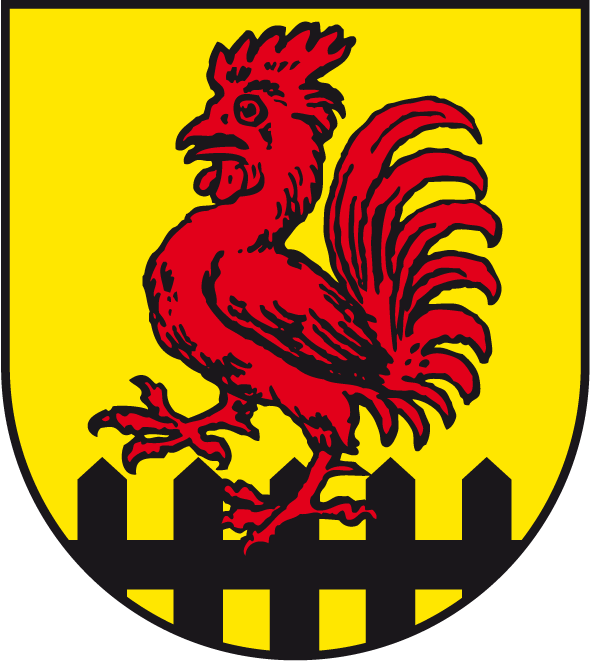
Gemeinde Milower Land Ortsteil Vieritz
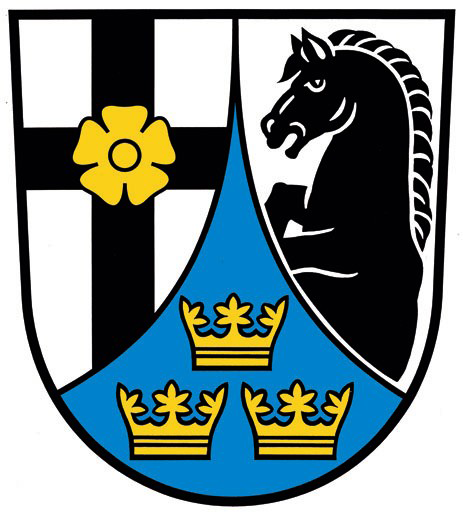
Stadt Nauen Ortsteil Wachow
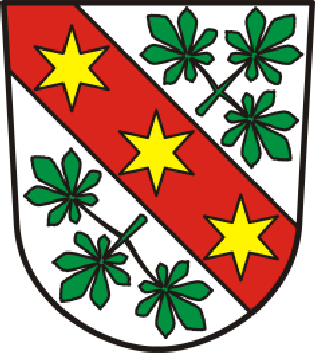
Gemeinde Schönwalde-Glien Ortsteil Wansdorf
Gemeinde Brieselang Ortsteil Zeestow
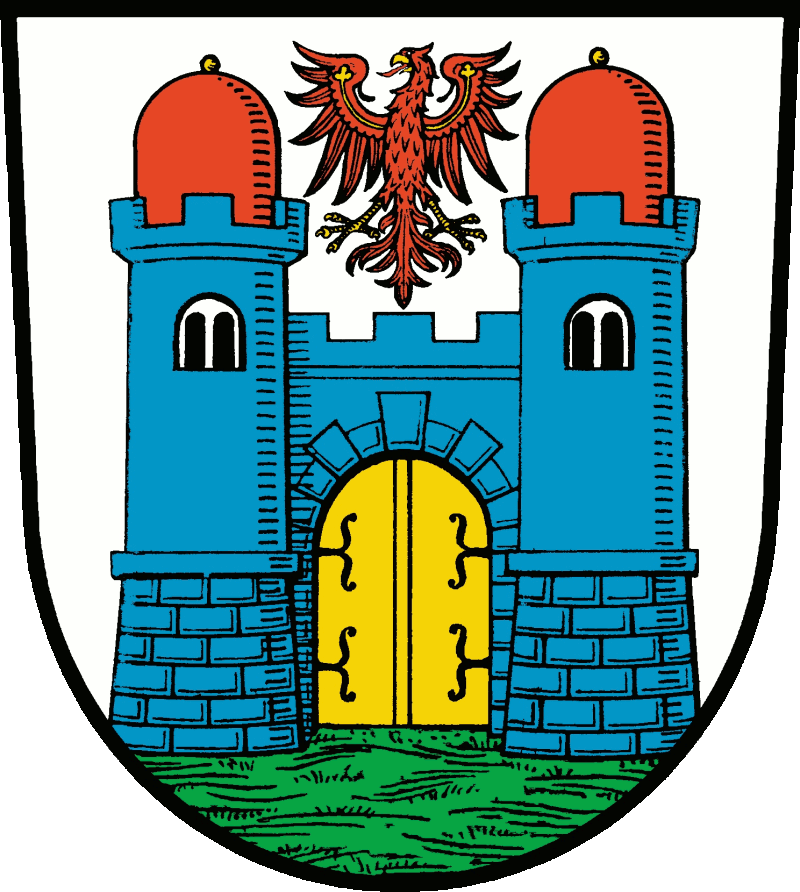
Stadt Rathenow
Ortsteil Semlin
- Stadt Ketzin/Havel
Ortsteil Tremmen[22]
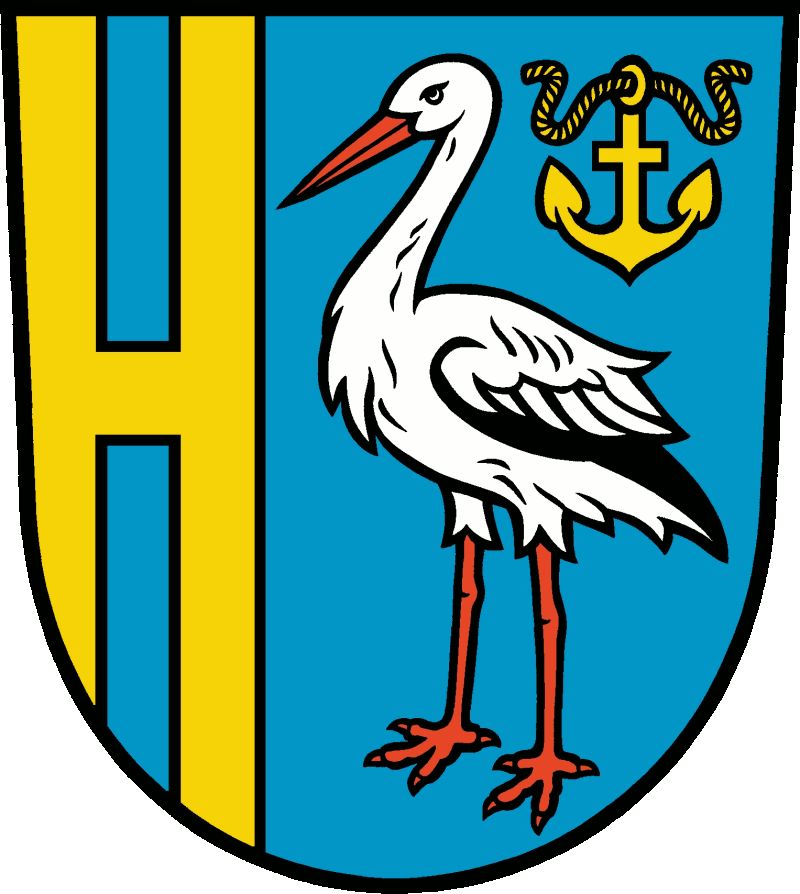
Gemeinde Milower Land
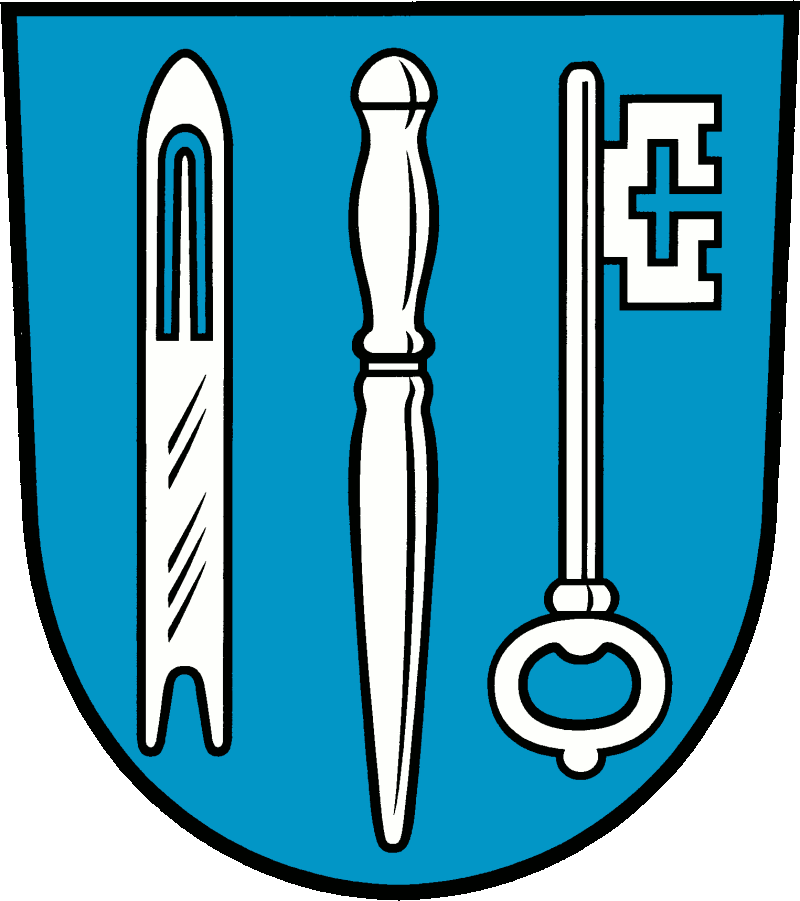
Stadt Ketzin/Havel
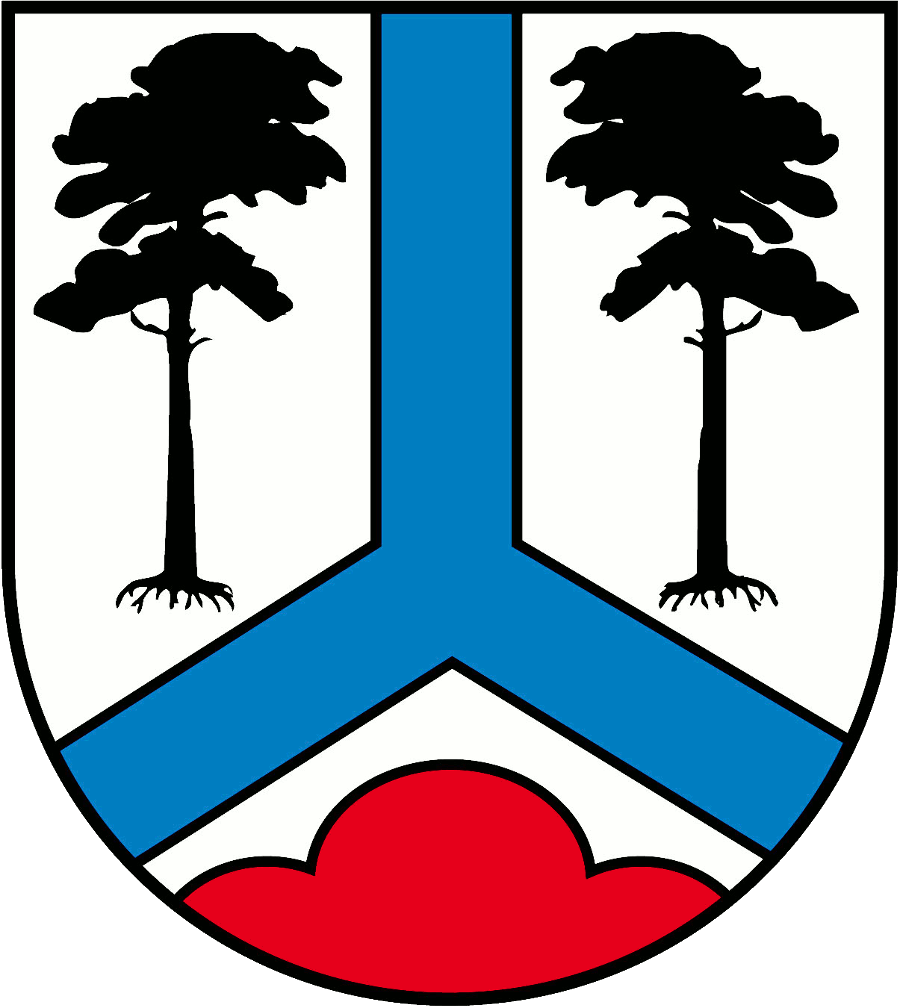
Gemeinde Milower Land
Ortsteil Vieritz
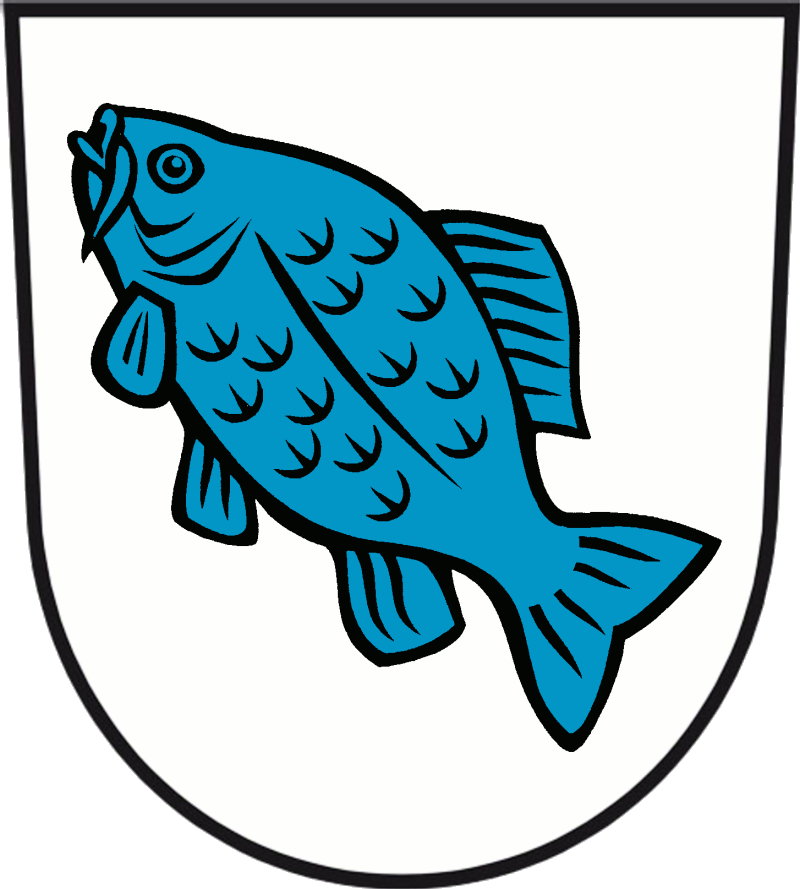
Stadt Nauen
Stadt Premnitz
Kreisstadt Rathenow
Ortsteil Wachow
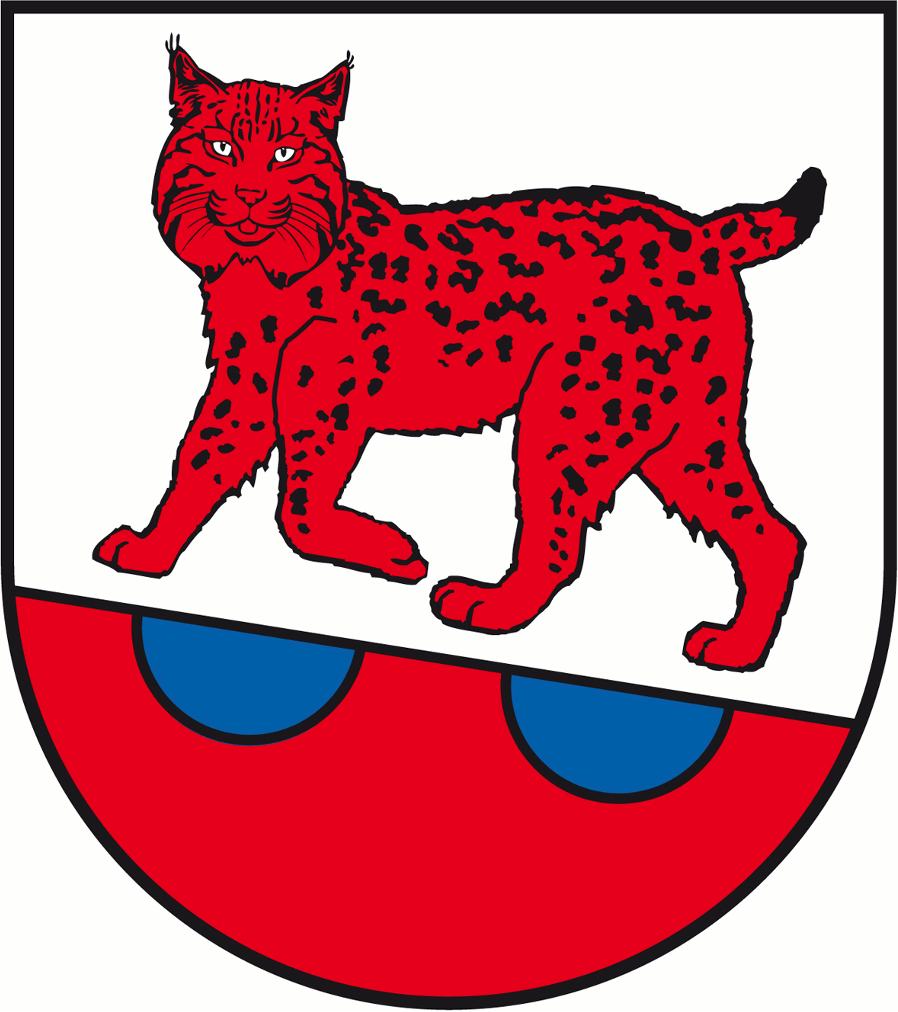
Gemeinde Schönwalde-Glien
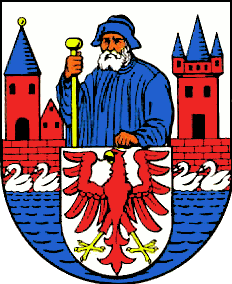
Stadt Rhinow
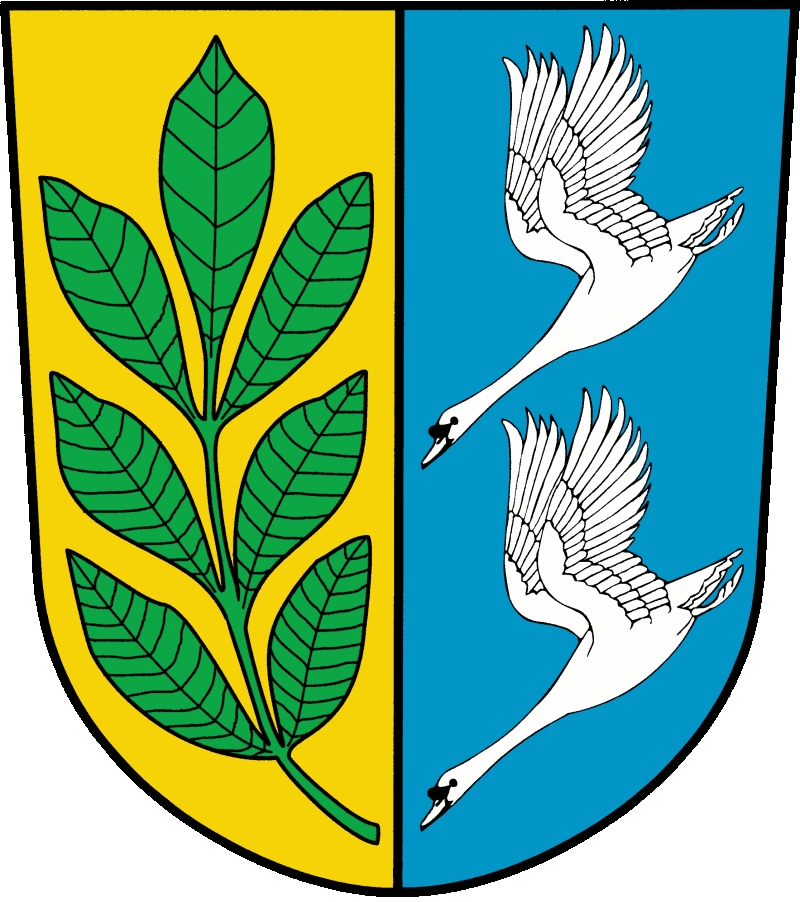
Gemeinde Schönwalde-Glien
Ortsteil Wansdorf[23]
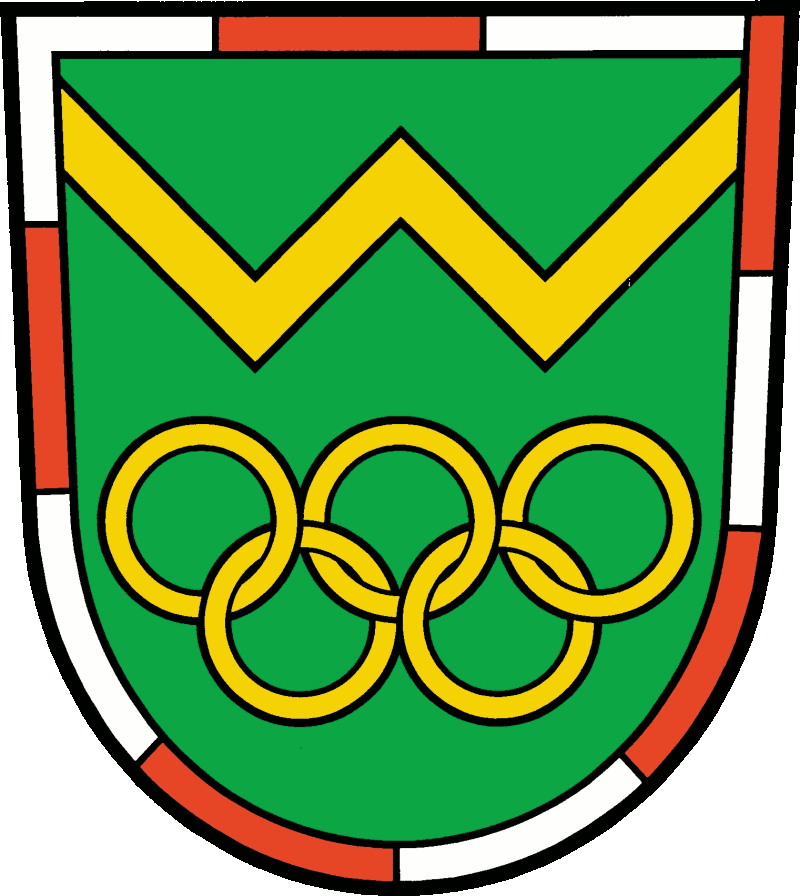
Gemeinde Brieselang
Ortsteil Zeestow

## Historische Wappen

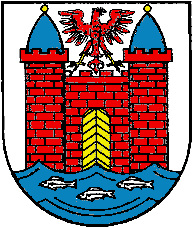
Ehemaliges Wappen der Stadt Friesack
Ehemaliges Wappen der Stadt Premnitz

## Blasonierungen
1. ↑  Landkreiswappen: „Geteilt von Blau über Silber durch Wellenschnitt; oben zwei versetzt rechtshin fliegende, goldgeschnäbelte silberne Schwäne, unten ein goldbewehrtes rotes Adlerhaupt, beiderseits begleitet von einem sechsstrahligen blauen Stern.“
2. ↑  Amt Friesack: „In Silber vorn am Spalt der brandenburgische goldbewehrte, rotbezungte, mit goldenem Kleestengel auf dem Flügel belegte rote Adler; hinten eine elfblütige blaue Fliederdolde über einem gestürzten grünen Fliederblatt.“
3. ↑  Brieselang: „Auf einem blauen Wellenschildfuß, belegt mit dem Wappen von Bredow (in Silber ein roter Steigbaum mit drei Quersprossen), in Silber zwei Birken mit natürlichem Stamm, grüner Krone und grünen Kätzchen.“
4. ↑  Dallgow-Döberitz: „In Silber, geteilt durch einen roten Mittelbalken, eine grüne beblätterte auf einem Berg stehende Eiche; der Stamm beseitet von zwei gegeneinandergestellten blauen Pflugscharen; der Balken belegt mit einem silbernen Schwert.“
5. ↑  Falkensee: „In Blau ein von silbernen Leisten begleiteter breiter grüner Schräglinksbalken, vorn oben eine aufgehende, ungebildete zwölfstrahlige goldene Sonne, im Balken ein linksgewendeter fliegender silberner Falke, hinten unten ein gestürzter silberner Fisch.“
6. ↑  Friesack: „In Silber auf grünem Boden ein blau gezinntes Tor mit geschlossenen goldenen Flügeln, beiderseits gehalten von einem blauen gezinnten Turm mit rotem goldbeknauften Kuppeldach auf einem schwarzen silbergefaßten doppelten Fensterbogen; dazwischen schwebend der goldbewehrte, mit goldenen Kleestengeln belegte rote brandenburgische Adler.“
7. ↑  Havelaue: „In Blau vorne eine goldene Flanke, belegt mit einem blauen Bruchstab, hinten ein natürlicher Storch, links oben begleitet von einem goldenen Anker mit durchschlungenem Tau.“
8. ↑  Ketzin/Havel: „In Blau aufrecht nebeneinander und silbern eine Garnnadel (Knüttespun), ein Bindestock mit der Spitze nach unten und ein mit dem Bart nach außen gekehrter Schlüssel.“
9. ↑  Milower Land: „In Silber über einem roten Dreiberg ein blauer, von zwei einander zugewandten schwarzen Kiefern begleiteter Göpel.“
10. ↑  Nauen: „In Silber ein schrägrechtsgestellter blauer Karpfen.“
11. ↑  Premnitz: „In Silber eine schräglinke, zweibogige, von schwarzen Steinen eingefaßte rote Brücke, vorne von zwei linkssehenden schwarzen Entenköpfen mit beringtem goldenem Halsband und silbernem Schnabel, hinten von einem gestürzten, schwarzen Fisch nach der Figur begleitet.“
12. ↑  Rathenow: „In Silber ein rotbezungter goldbewehrter befiederter roter Adlerkopf, seitlich und unten von drei sechsstrahligen blauen Sternen begleitet.“
13. ↑  Retzow: „In Silber ein schreitender, hersehender roter Luchs über einen schrägrechten, zweifach blau gepfropften roten Schildfuß.“
14. ↑  Rhinow: „In Silber über blauem Wasser eine rote Ziegelmauer, dahinter zwei rote Turmbauten von unterschiedlicher Gestalt: vorn ein Rundturm mit blauem Spitzdach und goldenem Knauf, hinten ein viereckiger Turm mit blauem Spitzdach und Erkertürmchen; Mauer und Wasser belegt mit einem silbernen Schild, darin ein goldbewehrter roter Adler; darüber, aus dem Rand des Schildes wachsend, ein blaugekleideter weißbärtiger Alter mit blauer Kappe, in der Rechten einen goldenen Stab haltend; zu beiden Seiten des Schildes auf dem Wasser schwimmend je zwei silberne Schwäne.“
15. ↑  Schönwalde-Glien: „Von Gold und Blau gespalten, vorne ein grünes Eschenblatt mit sieben Fiederblättchen, hinten pfahlweise zwei stürzende silberne Schwäne.“
16. ↑  Wustermark: „Innerhalb eines von Silber und Rot zehnfach gestückten Bordes in Grün unter einem flachen goldenen Doppelsturzsparren fünf (3:2) ineinander verschlungene goldene Ringe.“
17. ↑  Grünefeld: „Gespalten von Grün und Gold, hinten ein stehender schwarzer Kranich mit einem silbernen Stein in der erhobenen rechten Kralle.“
18. ↑  Paaren im Glien: „In Grün ein nach rechts geöffneter, sichelförmiger goldener Pfahl, rechts oben begleitet von einem schrägrechten goldenen Hufeisen.“
19. ↑  Pausin: „Über einem goldenen Dreiberg, belegt mit einem oben offenen grünen Hufeisen, in Grün schragenweise vier goldene Brotlaibe.“
20. ↑  Perwenitz: „In Grün ein schräglinker, gestufter goldener Balken, gegengeschrägt belegt mit drei Kastanienblättern in verwechselten Farben.“
21. ↑  Schönwalde: „Gespalten durch einen silbernen Faden, vorn in Silber am Spalt ein halber grüner Laubbaum, hinten in Blau zwei stürzende silberne Schwäne.“
22. ↑  Tremmen: „In Silber eine rote Kirche mit Außenkanzel, schwarzen Fenstern und zwei schwarz-bedachten Zwiebeltürmen zwischen denen zwei schräggekreuzte rote Schlüssel schweben.“
23. ↑  Wansdorf: „In Silber ein mit drei goldenen Sporenrädern belegter roter Schrägrechtsbalken, beseitet von zwei auswärts gekehrten dreiblättrigen grünen Kastanienzweigen.“